# Pop Up (album)
Pour les articles homonymes, voir Pop-up (homonymie).
Albums de Yelle
Safari Disco Club
(2011)
Pop Up est le premier album de la chanteuse d'électro-pop/dance Yelle, sorti le 3 septembre 2007. En France, l'album est certifié disque d'or deux mois après sa sortie et s'est vendu à plus de 200 000 exemplaires dans le monde.

## Liste des pistes
1. Ce jeu
2. À cause des garçons
3. Dans ta vraie vie
4. Tristesse / Joie
5. Mal poli
6. Les Femmes
7. Tu es beau
8. Je veux te voir
9. Amour du sol
10. Mon meilleur ami
11. 85A
12. Jogging
13. À cause des garçons (TEPR Remix) (Bonus)

### Bonus

#### Album digital
- À cause des garçons (Drixxxé Remix)

#### Édition De Luxe
- Les Femmes (Siriusmo Remix)
- À cause des garçons (Drixxxé Remix)
- À cause des garçons (Obsession Remix)

## Classements
| Classement (2009)                        | Meilleure position |
| ---------------------------------------- | ------------------ |
| États-Unis (Top Dance/Electronic Albums) | 8                  |
| États-Unis (Heatseekers Albums)          | 14                 |
| France (SNEP)                            | 61                 |